# Sympleurotis wappesi
Sympleurotis wappesi là một loài bọ cánh cứng trong họ Cerambycidae.